# Open up and say... ahh!
Open Up and Say... Ahh!, is het tweede en meest succesvolle album van de Amerikaanse glam metalband Poison. Het album, dat uiteindelijk wereldwijd acht miljoen maal over de toonbank ging, werd op 21 mei 1988 uitgebracht onder het Enigmalabel van Capitol Records. Het bevatte de hits "Nothin' But a Good Time", "Your Mama Don't Dance", "Fallen Angel" en de nummer 1-single "Every Rose Has Its Thorn".

## Productie en marketing
Het album is opgenomen in de Conway Recording Studios in Los Angeles, Californië. Paul Stanley van Kiss, wiens nummer "Rock and Roll All Nite" het jaar daarvoor door Poison gecoverd was, was oorspronkelijk uitgekozen om het record te produceren, maar het was onmogelijk om die rol te vervullen wegens tijdgebrek. De tweede keus viel dan op Tom Werman, een ervaren rockproducer die eerder met artiesten zoals Ted Nugent, Cheap Trick, Twisted Sister en Mötley Crüe gewerkt had.
De originele cover van het album, dat het model "Bambi" afbeeldde, gekleed als een lichtgevende rode demon met een uitstekende tong (overeenstemmend met Gene Simmons van Kiss), veroorzaakte ophef binnen religieuze kringen en bij ouders. In eerdere releases in de Verenigde Staten werd het grootste deel van het gezicht van het model op de cover verduisterd. De geremasterde cd uit 2006 toonde echter weer de originele cover.

## Thema's en nummers
De thema's van het album zijn hoofdzakelijk feesten ("Nothin' But a Good Time", Your Mama Don't Dance"), verloren onschuldigheid ("Back to the Rocking Horse", "Fallen Angel"), verloren liefde ("Every Rose Has Its Thorn"), asociaal gedrag ("Bad to Be Good"), en, het belangrijkst, seks ("Love on the Rocks", "Good Love", "Tearin' Down the Walls", "Look But You Can't Touch").
Het was zanger Bret Michaels die het meest succesvolle nummer van de groep, "Every Rose Has Its Thorn", schreef als antwoord op een mislukte liefdesrelatie met een stripster. Poison speelde in de cowboybar The Ritz in Dallas, Texas en na de show belde Michaels de vrouw op in haar appartement en hoorde een mannenstem op de achtergrond. Met een gebroken hart schreef Michaels het nummer met een akoestische gitaar in een wasserette.
Het nummer "Nothin' But a Good Time" is ontsproten uit een samensmelten van een gitaarriff van C.C. DeVille en een refrein van de hand van Michaels. Michaels verklaarde later dat hij op zoek was naar een "kick ass big arena rock song" dat hem gelukkig zou doen voelen over zijn leven. Het nummer ging over het "niet willen beknot worden door een job en depressief zijn".
Het nummer "Your Mama Don’t Dance" was een cover van het album Loggins and Messina van Loggins and Messina.
Twee bijkomende nummers die voor het record geschreven waren, "Livin' For The Minute" en "Gotta Face The Hangman" werden later als B-sides uitgebracht, hoewel "Gotta Face The Hangman" later zou deel uitmaken van het album Crack a Smile...and More!.

## Nummers
1. "Love on the Rocks" - 3:33
2. "Nothin' But a Good Time" - 3:44
3. "Back to the Rocking Horse" - 3:36
4. "Good Love" - 2:51
5. "Tearin' Down the Walls" - 3:51
6. "Look But You Can't Touch" - 3:25
7. "Fallen Angel" - 3:58
8. "Every Rose Has Its Thorn" - 4:20
9. "Your Mama Don't Dance" - 3:00
10. "Bad to Be Good" - 4:14

Bonusnummers op de remaster n.a.v. de 20ste verjaardag:
11. "Livin' For the Minute" - 2:41
12. "World Premiere Interview" (radio-interview) - 10:45

## Trivia
- Het lied "Nothin' But A Good Time" kwam voor in de volgende films:
  - Mr. & Mrs. Smith, op het moment dat John Smith (Brad Pitt) ernaar luistert terwijl hij door de woestijn rijdt in een duinbuggy.
  - Grind, op het moment dat de personages in Sweet Lou's truck zitten, laat Sweet Lou een cd afspelen dat het lied bevat.
  - Deuce Bigalow: European Gigolo, op het moment dat de gevallen gigolo's geëerd worden. ("Every Rose Has Its Thorn") .
  - Balls of Fury en The Heartbreak Kid gebruiken "Nothin' But a Good Time" tijdens advertenties voor de film.
- Het refrein van "Every Rose Has Its Thorn" werd gebruikt in Bill & Ted's Bogus Journey als antwoord op de vraag "Wat is de betekenis van het leven?", die Bill en Ted moeten beantwoorden om de hemel binnen te komen.
- Het lied "Every Rose Has Its Thorn" kwam ook voor in een aflevering van Yes, Dear wanneer de hoofdpersonages Bret Michaels ontmoeten. Ze feesten naar aanleiding van de verjaardag van een van de personages en op het einde van de film zingt Michaels dit lied op het moment dat hij het ontbijt op tafel zet, als verwijzing naar een grap die eerder gemaakt werd over het vervoegen van de cast van A Letter From Death Row.
- "Nothin' But A Good Time" is een bespeelbaar nummer in het PlayStation 2-videospel Guitar Hero Encore: Rocks the 80s, maar is foutief gearchiveerd als "Ain't Nothin' But A Good Time".
- Twee nummers van dit album komen voor in de "It's A Mad, Mad, Mad, Mad Marge"-aflevering van The Simpsons. Eerst speelt Otto "Every Rose Has Its Thorn" om zijn vriendin ten huwelijk te vragen. Later, op de huwelijksceremonie, speelt een coverband "Nothin’ But a Good Time", waarop Becky negatief reageert, hetgeen ervoor zorgt dat Otto haar verlaat
- Het nummer "Every Rose Has Its Thorn" wordt in de film "Beerfest" gespeeld op het moment dat het team USA hun gevallen teammaat Landfill herdenken.